# 12년

## 연호
- 신(新) 시건국(始建國) 4년

## 기년
- 신(新) 왕망(王莽) 5년
- 신라(新羅) 남해 차차웅(南解次次雄) 9년
- 고구려(高句麗) 유리명왕(瑠璃明王) 31년
- 백제(百濟) 온조왕(溫祚王) 30년

## 탄생
- 8월 31일 - 로마 제국 3대 황제 칼리굴라